# مارك آندرسن
مارك آندرسن (بالإنجليزية: Marc Andreessen)‏ (و. 1971 – م) هو عالِم حاسب آلي، ومبرمج، ومهندس برمجيات، ومدون، ورائد أعمال، ومخترع، ومستثمر من الولايات المتحدة الأمريكية . ولد في سيدار فولز .

## التعليم
تعلم في جامعة إلينوي في إربانا-شامبين، في تخصص علم الحاسوب، وتحصل منها على بكالوريوس

## مناصب وهيئات
أدار آي بي إم.

## جوائز
حصل على جوائز منها:
- جائزة الملكة إليزابيث للهندسة (2013).

## روابط خارجية
- مارك آندرسن على موقع IMDb (الإنجليزية)
- مارك آندرسن على موقع الموسوعة البريطانية (الإنجليزية)
- مارك آندرسن على موقع مونزينجر (الألمانية)
- مارك آندرسن على موقع إن إن دي بي (الإنجليزية)